# 克里斯里凡亭雕像

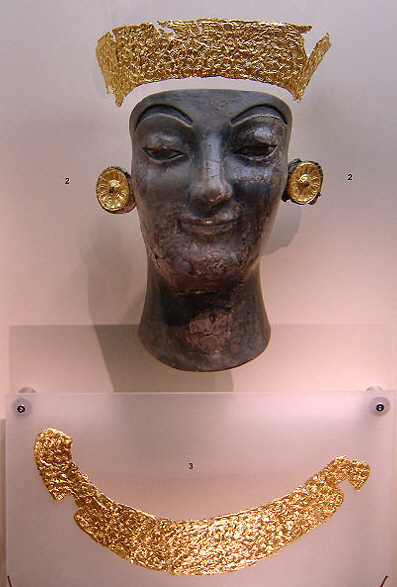
有金片和已燒焦象牙的古舊克里斯里凡亭雕像。德爾菲考古學博物館。

克里斯里凡亭雕像（Chryselephantine sculpture，χρυσός、chrysos 是指金牌，ελεφάντινος、elephantinos 是指象牙）古希臘時的一種崇拜，享有很高的地位。
克里斯里凡亭雕像分別圍繞木構架，以薄雕磚象牙代表肉體和床單，黃金葉代表服裝、鎧甲、毛髮等，在某些情況下，玻璃糊，玻璃，寶石和半寶石被用作詳細像眼睛，珠寶和武器裝備。